# Крайовий статут для Галичини
Крайовий статут для Галичини 1861 — документ, який регламентував склад, компетенцію, порядок роботи Галицького крайового сейму, додаток до патенту австрійс. цісаря Франца-Йосифа I від 26 лют. 1861. Згідно зі статутом, сейм налічував 150 депутатів, 9 з яких (вищі церк. ієрархи, ректори Львів. та Краківського ун-тів) володіли т. зв. вірильними мандатами, а решту обирали в 4-х куріях: 1) 44 — від великих землевласників; 2) 20 — від міст; 3) 3 — від торг.-пром. палат; 4) 74 — від містечок і сіл. На підставі законів 1896 і 1900 рр. число сеймових депутатів зросло до 161 особи внаслідок збільшення на 3 числа «вірилістів» і на 8 — числа депутатів від міст, додатково включених до другої курії. Компетенція сейму, згідно з Крайовим статутом, визначалась як співучасть у законодавчій владі і включала: 1) щорічне ухвалення бюджету провінції, рішення щодо аграрних відносин, фінансування громадських будівель і доброчинних закладів; 2) конкретизуючі розпорядження в межах загальнодержавних законів щодо громад. справ, релігії, шкільництва, утримання війська; 3) спеціально доручені справи. Політичні питання не входили до компетенції сейму, однак обговорювались на його засіданнях. Сейм мав право висловлювати свою позицію з політичних питань у формі звертань або депутацій до Трону. До 1873 р. сейм обирав делегацію до Держ. ради з 38 осіб. Проєкти сеймових ухвал мали бути урядовими або сеймовими ініціативами; для введення закону в дію необхідними були ухвала сейму та цісарська санкція. Кваліфікованою більшістю сейм міг змінити власне виборче законодавство. Депутати мали право законодавчої ініціативи у вигляді подан-ня законопроєкту («внеску»; не менше 15 підписів депутатів) і депутатського запиту («інтерпеляції»). Документ визначав також термін роботи сейму, порядок засідань, компетенцію керівних органів. Права на участь у роботі сейму і на виступ у будь-який момент мав галицький намісник. Голосування відбувалося усно, окрім виборів, на яких використовувалися бюлетені для голосування. На засіданнях сейму велися докладні стенограми, які згодом публікувалися. Крайовий статут зазнав суттєвих змін під час сеймової виборчої реформи 1914 (див. Сеймова угода 1914).